# Церковь Успения Пресвятой Богородицы в Кожевниках
Це́рковь Успе́ния Пресвято́й Богоро́дицы в Коже́вниках — утраченный православный храм в Москве, располагавшийся в исторической местности Кожевники. Построен в 1724—1733 годах. Разрушен коммунистами в 1933 году. На его месте в конце 1930-х построен жилой дом по адресу Дербеневская набережная, 1/2.

## История
Год основания церкви упоминается в переписных книгах Замоскворецкого сорока за 1722 год.
Здесь располагалось четыре престола: Успения Божией Матери, Великомученика Георгия, Святого мученика Харлампия и Николая Чудотворца.
Храм располагался на улице Кожевнический Вражек, между Кожевнической улицей и 2-м Дербеневским переулком.
В 1903—1910 годах архитектор Владимир Воейков перестроил трапезную храма.